# Sunless Sea
Sunless Sea es un juego de supervivencia de exploración. El juego fue lanzado el 6 de febrero de 2015 para Windows y OS X siguiendo una famosa campaña Kickstarter para financiar colectivamente el juego. El juego toma lugar en el universo de Failbetter Fallen London, un título previo de la compañía en el cual una Londres de la era Victoriana se ha desplazado debajo de la superficie terrestre en el filo de Unterzee un océano enorme bajo tierra. El 11 de octubre de 2016,el primer contenido del juego; Zubmariner salio al mercado, que permite a los jugadores explorar debajo de la superficie del "zee". Su secuela, Sunless Skies, fue anunciada en septiembre de 2016. Sobrepaso sus objetivos de financiación Kickstarter y salió a mercado el  31 de Junio de 2019.

## Jugabilidad
El jugador asume el papel de un capitán de barco de vapor Unterzee, cuyos antecedentes y ambiciones son personalizables. El jugador puede ganar al lograr su ambición elegida, como convertirse en el explorador más célebre de Fallen London o acumular suficiente riqueza para jubilarse. Los recursos para lograr estos fines se adquieren descubriendo nuevas ubicaciones, intercambiando bienes a través de Unterzee, luchando contra barcos y "monstruos zee" y completando misiones de "historias". Hay varios elementos de juego roguelike, como mapas parcialmente aleatorios y la muerte permanente del personaje, pero los personajes posteriores pueden heredar algunas de las posesiones de su predecesor, y un jugador puede crear un testamento para garantizar alojamiento y riqueza para sus sucesores.
El modo de juego real consta de dos modos: el jugador controla el movimiento de la nave en el mapa con el combate que tiene lugar en el mismo modo, y un modo historia en el que el jugador tiene varias opciones (a veces acompañadas de un desafío de habilidad) en un formato tipo tarjeta. El movimiento del barco es bastante lento. Esto, acompañado de la música crea un ambiente de tensión.
El Unterzee tiene múltiples islas, y cada isla tiene su propia historia y misiones. Para progresar en las misiones, el jugador debe proporcionar un elemento o completar una prueba de habilidad. Para adquirir los elementos, el jugador generalmente no puede adquirirlos en esa isla y debe ir a diferentes islas o derrotar a las bestias marinas. La verificación de habilidad toma una de las cinco habilidades del jugador (Corazones, Hierro, Pajes, Espejos y Velos) y, según el valor de la habilidad, le da al jugador la oportunidad de pasar la prueba. Pasar las pruebas a menudo le dará elementos al jugador, mientras que fallarlas ocasionalmente dañará al jugador y, a menudo, evitará que el jugador vuelva a intentarlo durante un período de tiempo.
Varios fragmentos de escritura y escenarios en el juego son alusiones literarias; por ejemplo, la premisa misma de un "Mar sin sol" subterráneo es una referencia al poema "Kubla Khan" de Samuel Taylor Coleridge, que se refleja aún más en la existencia de un Kanato y una "Puerta de Abora".

## Desarrollo
El 3 de septiembre de 2013, Failbetter Games lanzó una campaña de Kickstarter para financiar colectivamente Sunless Sea con un objetivo de financiación de £ 60,000. El proyecto se financió con éxito y recibió alrededor de 100 000 libras esterlinas de más de 4000 patrocinadores. El 13 de mayo de 2014, el estudio lanzó una campaña Greenlight para lanzar el juego en Steam. El juego fue aprobado 15 días después. El 17 de junio, el juego se lanzó por software en el sitio web del desarrollador, y el 1 de julio se lanzó una versión de acceso anticipado de Steam. El juego se lanzó oficialmente el 6 de febrero de 2015.
Una versión de PlayStation 4, que incluye la expansión Zubmariner, se lanzó en agosto de 2018. y una versión de Nintendo Switch, que también incluye la expansión Zubmariner, se lanzó el 23 de abril de 2020 La versión de Xbox One se lanzó al día siguiente, el 24 de abril. 2020.

## Recepción
Sunless Sea recibió críticas en su mayoría positivas de críticos profesionales en el lanzamiento, siendo la escritura y el escenario los aspectos más elogiados del juego. El sitio web de revisión agregada Metacritic asignó una puntuación de 81/100.
IGN le otorgó 8,3 sobre 10 diciendo "Sunless Sea te ofrece un mundo maravilloso para explorar que está repleto de peligros y viñetas escritas memorables".
El juego ganó el premio Rock, Paper, Shotgun a la mejor escritura de juegos de 2014 y fue nominado para el premio a la mejor escritura en videojuegos del Writer's Guild of Great Britain en 2015.
GameSpot le otorgó una puntuación de 6 sobre 10 y dijo que "Sunless Sea es un trabajo ambicioso que intenta capturar la pura emoción cinética del descubrimiento en una botella sin que la entropía inevitable de que el jugador lo complete lo agote, y se queda muy corto".
Al 25 de febrero de 2015, el juego ha vendido 100.000 copias. Según el director Alexis Kennedy, las ventas habían aumentado a 350.000 unidades en junio de 2018.